# Campylium zemliae
Campylium zemliae là một loài Rêu trong họ Amblystegiaceae. Loài này được (C.E.O. Jensen) C.E.O. Jensen mô tả khoa học đầu tiên năm 1887.